# Cadena nacional (programa de televisión)
Cadena Nacional fue un programa de televisión chileno transmitido por el canal de televisión por cable Vía X. El programa periodístico trataba sobre temas de interés público, donde el conductor entrevista a personas correspondientes con cada temática.
La canción de la obertura original era «Janie Jones» de la banda punk inglesa The Clash.

## Historia
Nació como una forma de llenar el espacio dejado por El interruptor, programa de culto en la historia del canal de cable. Se estrenó el día 21 de agosto de 2006 y se emitió de lunes a viernes a las 22:00. Originalmente conducido por el periodista Ignacio Franzani, quien ya era todo un rostro del canal para aquel entonces.
En sus inicios, el programa se dividía en dos bloques de media hora, el primero donde el conductor comenta con un panelista estable sobre algún tema cultural o una noticia de actualidad. Y el segundo bloque, el conductor entrevistaba a un personaje invitado. En un comienzo, los entrevistados podían escuchar su música preferida a través de un vinilo.
Para la tercera temporada, en 2008, el formato del programa cambió definitivamente. El set del programa se hizo más grande y se amoldó físicamente a lo que es el formato "late show". A partir de ese momento, se eliminaron los panelistas y los entrevistados ocuparon el tiempo completo del estelar. Durante esta temporada tuvo una participación especial el dúo de hermanos bailarines Power Peralta. 
Con el paso del tiempo, Cadena Nacional se consolidó como uno de los shows más importantes del canal y uno de los más comentados del cable, siendo elogiado en periódicos y revistas especializadas. 
El 12 de mayo de 2010, Ignacio Franzani dejó el programa y el canal para emigrar a TVN, dándole su puesto al periodista Humberto Sichel, quien ya lo había reemplazado como conductor del programa en ocasiones anteriores. De hecho, constantemente se ha dicho que Sichel tiene un estilo de conducción no muy distinto al que ha realizado Franzani.
El 2 de julio de 2014, se anunció públicamente que Humberto Sichel dejaba el programa y el canal para emigrar a Chilevisión. Grabó su último capítulo el miércoles 9 del mismo mes, y fue reemplazado los primeros días por la animadora Jessica Abudinen, quien conducía el programa Únicos de Zona Latina. Tras un proceso de casting, el lunes 4 de agosto de 2014, el programa fue conducido por el periodista Francesco Gazzella.
La temporada 2016 se dio en el marco de una crisis económica de Vía X, que llevó a la desvinculación de Francesco Gazzella y el arribo del reconocido periodista Freddy Stock. Así, Cadena Nacional, integró política y cultura, siempre con el sello de la identidad nacional, diversidad y pluralismo.
El lunes 5 de marzo de 2018 asumió la conducción el periodista Iván Guerrero.  A fines de ese año, tras un acuerdo entre Vía X y Canal 13, el espacio también se pudo ver por televisión abierta en horario de trasnoche.
Tras el estallido social, el 9 de marzo de 2020 se inició una nueva temporada enfocada en la ciudadanía y la novedad de tener por primera vez a una mujer en la conducción: Victoria Walsh. Sin embargo, la pandemia del Covid-19 hizo que a las semanas el programa detuviera sus emisiones.
Una nueva temporada estuvo al aire entre mediados de 2021 y mediados de 2023 con la conducción de Andrea Moletto, combinando entrevistas con panelistas como Bernardita Ruffinelli, Su Opazo y Herman Heinne.